# Фишерова, Татьяна
Татьяна Фишерова (чеш. Taťana Fischerová; 6 июня 1947, Прага, Чехословакия), известная также под сценическим именем Таня Фишерова (чеш. Táňa Fischerová — 25 декабря 2019) — чешская актриса, писательница, телеведущая, политический и общественный деятель.

## Биография
Таня Фишерова родилась в послевоенной Праге в семье театрального режиссёра и балерины. Некоторое время обучалась в музыкальной академии в Брно, но бросила учёбу после того, как в конце 60-х годов была приглашена играть в пражском Театральном клубе, где проработала 6 сезонов. В то же время Фишерова активно снималась в кино; среди работ с её участием значатся фильмы «Блуждание» (чеш. Bloudení), «Отель для чужестранцев» (чеш. Hotel pro cizince), «Продлённое время» (чеш. Prodloužený čas). В 1973 году в период чехословацкой нормализации была уволена. Продолжила свою карьеру актрисы в театре Иржи Волькера, но после рождения сына покинула труппу.
В 1989 году Фишерова подписала петицию «Несколько предложений» (чеш. Několik vět), подготовленную инициативной группой Хартии-77 и ставшей формой открытого выражения несогласия с политикой государства. Это событие послужило отправной точкой общественно-политической деятельности Татьяны Фишеровой.
В 2002 году в качестве независимого кандидата, поддерживаемого партией «Союз свободы — Демократический союз» Фишерова была избрана в Палату депутатов Парламента Чешской Республики. Она входила в состав Петиционного комитета, Комитета по образованию, науке и культуре, продвигала законопроекты по экологии и защите окружающей среды. Спустя 4 года от «Партии зелёных» избиралась в Сенат Чехии, однако набранных партией голосов не хватило, чтобы Фишерова была представлена в верхней палате парламента.
В 2013 году Татьяна Фишерова стала одной из трёх женщин-кандидатов на пост президента Чехии. При поддержке «Партии зелёных» ею было собрано почти 65 тысяч подписей граждан (при необходимых 50 тысячах). В первом туре выборов с показателем 3,23 % (166 211 голосов) Фишерова заняла лишь 7-е место, что не позволило ей принять участие во втором туре.